# NGC 3521
NGC 3521 je vločková spirální galaxie v souhvězdí Lva. Objevil ji William Herschel 22. února 1784.
Od Země je vzdálena přibližně 35 milionů světelných let a je tak jasná, že je viditelná i menšími dalekohledy.

## Pozorování
Galaxii je možné vyhledat v jižním výběžku souhvězdí 7° jihozápadně od hvězdy 4. magnitudy Sigma Leonis a 0,5° východně od hvězdy 6. magnitudy 62 Leonis. Při pozorování souhvězdí Lva bývá často opomíjena kvůli dalším blízkým galaxiím. Již v malém amatérském dalekohledu je viditelná jako drobná mlhavá skvrnka a ve středně velkém dalekohledu je možné rozeznat její jasné jádro a okolní slabé halo. 5° severovýchodně od ní leží o trochu slabší galaxie NGC 3640.
NGC 3521 leží těsně u nebeského rovníku, takže je možné ji pozorovat ze všech míst na Zemi kromě oblastí kolem pólů.

## Historie pozorování

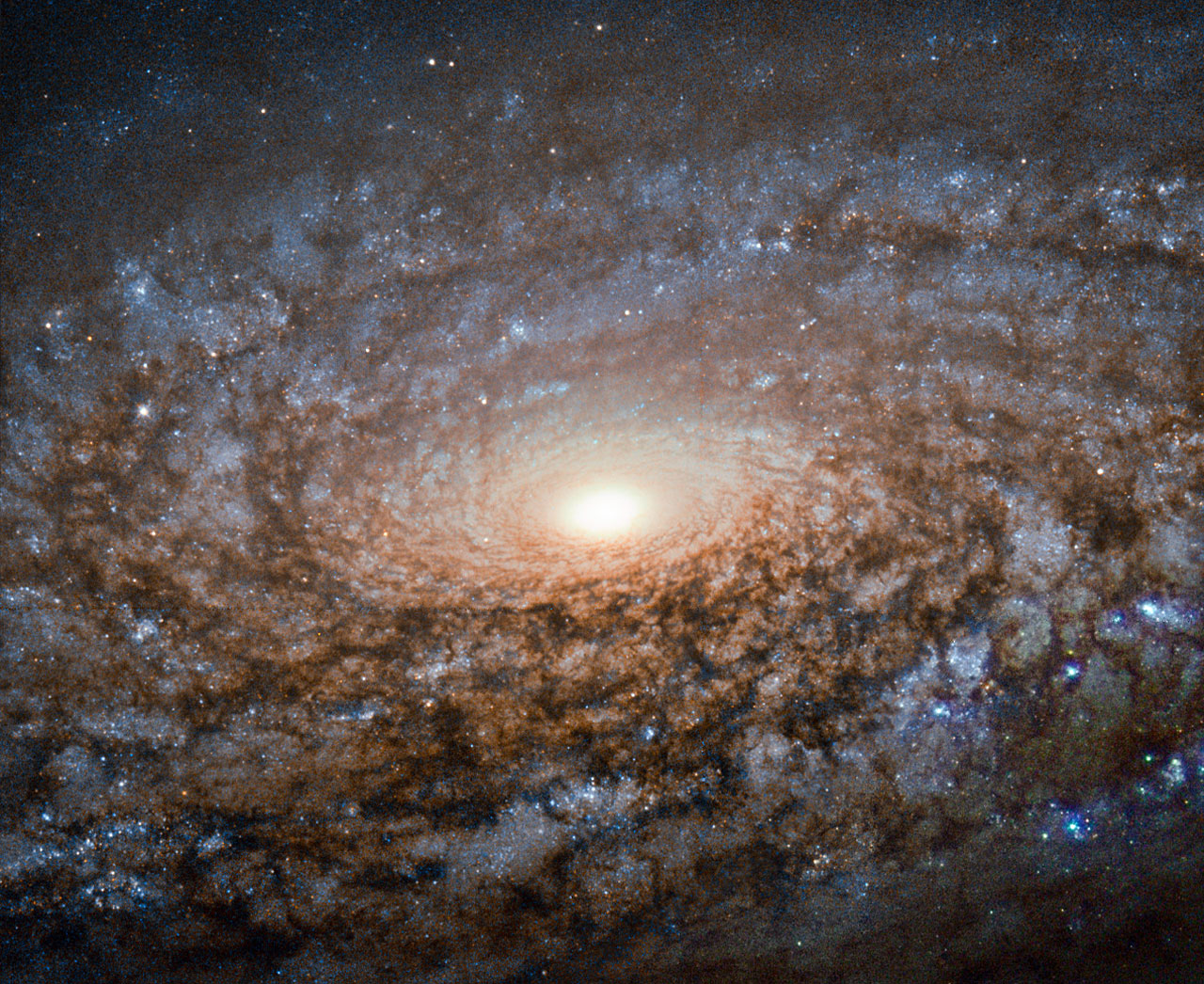
NGC 3521 na snímku z Hubbleova vesmírného dalekohledu

Galaxie je tak jasná, že ji svým dalekohledem mohl spatřit i Charles Messier, ale přesto tuto galaxii objevil až William Herschel 22. února 1784.

## Vlastnosti
Její vzdálenost od Země se uvádí v širokém rozmezí 26
až 43
milionů světelných let. Její galaktická příčka je obtížně rozeznatelná, protože je málo zploštělá a sama galaxie je při pohledu ze Země je výrazně odkloněná
o 72,7°. Poměrně jasná galaktická výduť má 3/4 rozměru příčky, takže výduť může být velmi hmotná. Její aktivní galaktické jádro se řadí mezi jádra typu LINER (low-ionization nuclear emission-line region),
protože obsahuje HII oblast a také oblast slabě ionizovaného plynu.